# Maylis Besserie
Maylis Besserie (née en 1982 à Bordeaux) est une romancière et productrice de radio française.

## Biographie
Diplômée en 2005, Maylis Besserie commence par enseigner le documentaire à l'Institut de la communication et des médias de Paris, puis rejoint France Culture en tant que productrice de radio. 
En février 2020, elle publie son premier roman, Le Tiers Temps, un roman qui évoque les derniers jours de Samuel Beckett dans une maison de retraite parisienne,. Le dramaturge s'y remémore les protagonistes qui ont marqué sa vie, tout en décrivant la vie interne à l'établissement.  
Le 11 mai 2020, elle remporte le prix Goncourt du premier roman, face à Avant que j'oublie d'Anne Pauly et Une fille sans histoire de Constance Rivière. 
Le 14 novembre 2023, elle est lauréate du prix des écrivains du Sud pour son roman, La nourrice de Francis Bacon.

## Œuvre
- Le Tiers Temps, éditions Gallimard, 2020, 184 p.  (ISBN 9782072878398) – prix Goncourt du premier roman 2020, prix Ulysse
- Les amours dispersées, éditions Gallimard, 2022, 192 p.  (ISBN 9782072939143)
- La Nourrice de Francis Bacon, éditions Gallimard, 2023, 256 p.  (ISBN 9782073026064) - prix des écrivains du Sud 2023[9].